# Lymantria ornata
Lymantria ornata este o specie de molii din genul Lymantria, familia Lymantriidae, descrisă de Charles Oberthür 1923 Conform Catalogue of Life specia Lymantria ornata nu are subspecii cunoscute.